# Sean Henn
Sean Michael Henn, né le 23 avril 1981 à Fort Worth (Texas), est un joueur américain de baseball évoluant en Ligue majeure de baseball de 2005 à 2013.

## Carrière
Après des études secondaires à l'Aledo Hgh School d'Aledo (Texas), Sean Henn poursuit des études supérieures au McLennan Community College à Waco (Texas).
Il est drafté le 5 juin 2000 par les Yankees de New York. Il paraphe son contrat le 25 mai 2001 afin de terminer ses études supérieures. 
Après quatre saisons en Ligues mineures, il débute en Ligue majeure le 4 mai 2005 puis est transféré chez les Padres de San Diego le 9 mai 2008. 
Devenu agent libre après la saison 2008, il signe chez les Twins du Minnesota un contrat de Ligues mineures le 18 décembre 2008. Il est appelé dans l'effectif actif de Ligue majeure le 19 mai. Il participe à 14 rencontres avec les Twins jusqu'au 2 juillet, date de son retour en Ligues mineures. 
Henn est échangé aux Orioles de Baltimore le 8 septembre et termine la saison 2009 en prenant part à six matches avec les Orioles.
Mis en ballotage à la fin de la saison, il se retrouve chez les Blue Jays de Toronto le 29 octobre 2009.

## Statistiques
| Saison | Équipe     | G  | GS | CG | SHO | V | D | SV | IP   | SO | ERA   |
| ------ | ---------- | -- | -- | -- | --- | - | - | -- | ---- | -- | ----- |
| 2005   | NY Yankees | 3  | 3  | 0  | 0   | 0 | 3 | 0  | 11.1 | 3  | 11,12 |
| 2006   | NY Yankees | 4  | 1  | 0  | 0   | 0 | 1 | 0  | 9.1  | 7  | 4,82  |
| 2007   | NY Yankees | 29 | 1  | 0  | 0   | 2 | 2 | 0  | 36.2 | 28 | 7,12  |
| 2008   | San Diego  | 4  | 0  | 0  | 0   | 0 | 0 | 0  | 9.1  | 9  | 7,71  |
| 2009   | Minnesota  | 14 | 0  | 0  | 0   | 0 | 3 | 0  | 11.1 | 9  | 7,15  |
| 2009   | Baltimore  | 6  | 0  | 0  | 0   | 0 | 0 | 0  | 3.0  | 6  | 9,00  |
| Totaux | Totaux     | 60 | 5  | 0  | 0   | 2 | 9 | 0  | 81.0 | 62 | 7,56  |

Note : G = Matches joués ; GS = Matches comme lanceur partant ; CG = Matches complets ; SHO = Blanchissages ; 
V = Victoires ; D = Défaites ; SV = Sauvetages ; IP = Manches lancées ; SO = Retraits sur des prises ; ERA = Moyenne de points mérités.